# Système PhoP/PhoQ
 (avril 2015).
 (mai 2019).
Les protéines du système PhoP/PhoQ forment un système à deux composants (capteur-effecteur) permettant la régulation de la transcription des gènes. C'est chez la salmonelle que furent découvertes ces protéines qui permettent la résistance bactérienne dans les macrophages.

## Sources
- Miller SI, Kukral AM, Mekalanos JJ. A two-component regulatory system (phoP phoQ) controls Salmonella typhimurium virulence. Proceedings of the National Academy of Sciences of the United States of America. 1989;86(13):5054-5058.en ligne
- Derzelle S, Turlin E, Duchaud E, et al. The PhoP-PhoQ Two-Component Regulatory System of Photorhabdus luminescens Is Essential for Virulence in Insects. Journal of Bacteriology. 2004;186(5):1270-1279. doi:10.1128/JB.186.5.1270-1279.2004.en ligne
- Eduardo A. Groisman, The pleiotropic two-component regulatory system PhoP-PhoQ, J Bacteriol. 2001 Mar;183(6):1835-42., en ligne
- Brigitte Gicquel,The two-component system PhoP/PhoQ, présentation sur Institut pasteur.fr, 2015,  en ligne